# Sport Arena Nottwil
Sport Arena Nottwil – wielofunkcyjny stadion w Nottwil, w Szwajcarii. Obiekt znajduje się na terenie kliniki paraplegicznej, wyposażony jest m.in. w ośmiotorową, tartanową bieżnię lekkoatletyczną.
Stadion oddano do użytku na początku lat 90. XX wieku obok powstałej wówczas kliniki paraplegicznej. W dniach 19–20 maja 2012 roku dokonano otwarcia obiektu po modernizacji, w trakcie której wykonano m.in. nową bieżnię lekkoatletyczną. W ramach otwarcia rozegrano na stadionie lekkoatletyczne Mistrzostwa Szwajcarii osób niepełnosprawnych na wózkach, w trakcie których padły cztery rekordy świata. W 2013 roku na stadionie rozegrano zawody pierwszej ligi Pucharu Europy w wielobojach. Obiekt wielokrotnie gościł również zawody lekkoatletycznego cyklu Grand Prix dla osób niepełnosprawnych na wózkach, a w latach 2017 i 2019 odbyły się na nim dwie pierwsze edycje lekkoatletycznych Mistrzostw Świata juniorów dla osób niepełnosprawnych. Stadion służy także juniorom klubu piłkarskiego FC Nottwil.